# 1957年 - 1969年の宇宙開発の重大事項

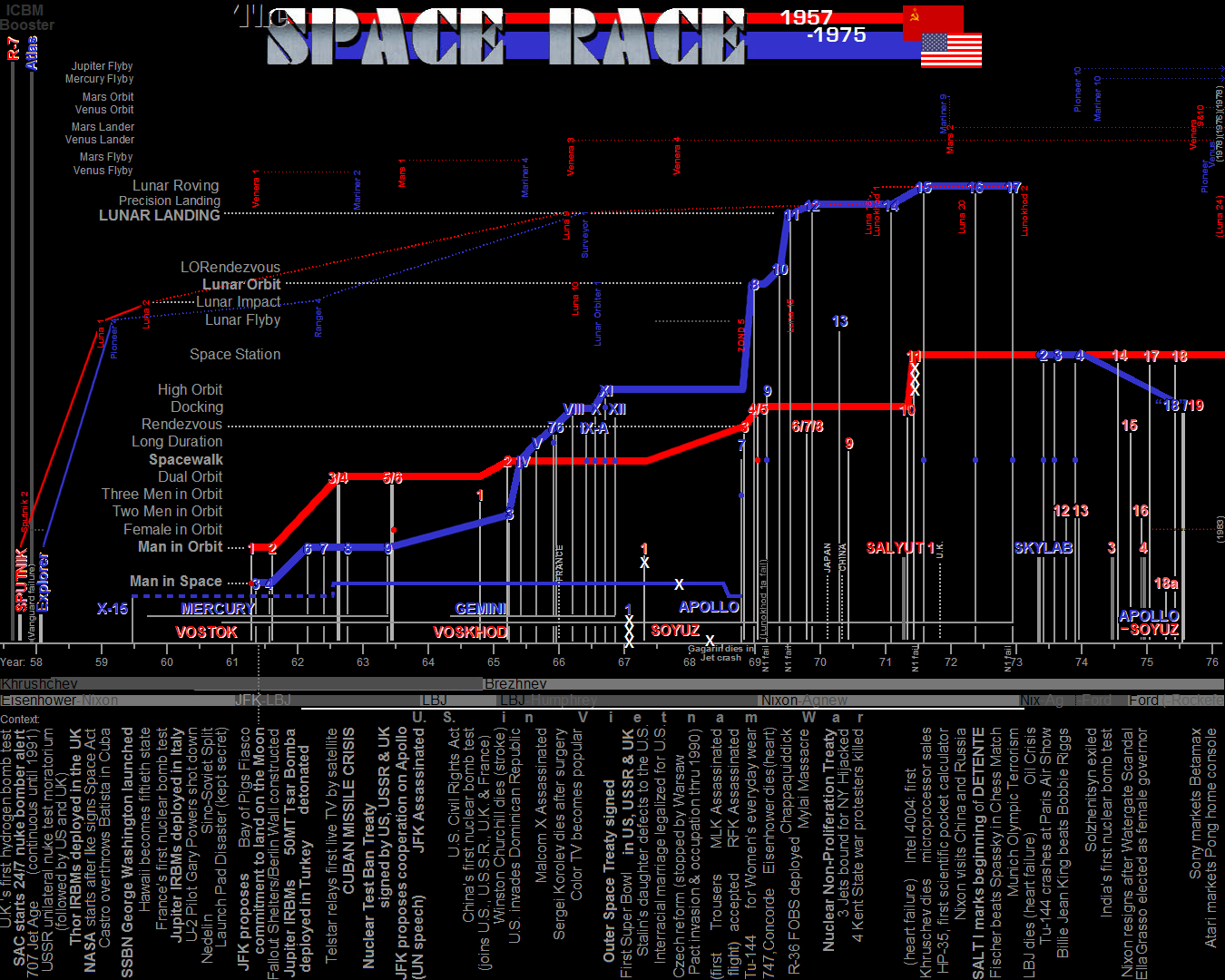
アメリカとソ連の宇宙開発競争チャート

1957年 - 1969年の宇宙開発の重大事項（1957ねん - 1969ねんのうちゅうひこうのじゅうだいじこう、英語: List of space exploration milestones, 1957-1969）は、1957年 - 1969年中のアメリカとソ連の人工衛星打ち上げ、月面着陸などを含む宇宙開発競争の際に発生した宇宙開発史における重大事項の一覧である。

## 重大事項
| 事項                                                                     | 日時       | 国             | ミッション         |
| ------------------------------------------------------------------------ | ---------- | -------------- | ------------------ |
| 初のICBM（スプートニクの打ち上げなどに使用）                             | 1957年8月  | ソビエト連邦   | R-7セミョールカ    |
| 初の人間が作成した人工衛星の地球周回軌道投入                             | 1957年10月 | ソビエト連邦   | スプートニク1号    |
| 初の動物（ライカ犬）の地球周回軌道飛行                                   | 1957年11月 | ソビエト連邦   | スプートニク2号    |
| 初の通信衛星（12日間通信持続）                                           | 1958年12月 | アメリカ合衆国 | SCORE計画          |
| 初の太陽観測機                                                           | 1960年3月  | アメリカ合衆国 | パイオニア5号      |
| 初の気象衛星                                                             | 1960年4月  | アメリカ合衆国 | タイロス1号        |
| 初の衛星軌道からの帰還に成功                                             | 1960年8月  | アメリカ合衆国 | ディスカバラー13号 |
| 初の動物の地球周回軌道からの帰還                                         | 1960年8月  | ソビエト連邦   | スプートニク5号    |
| 初の衛星測位システム稼働                                                 | 1960年     | アメリカ合衆国 | トランシット       |
| 初の商業衛星通信放送衛星                                                 | 1962年7月  | アメリカ合衆国 | テルスター衛星     |
| 初の対地同期軌道                                                         | 1963年7月  | アメリカ合衆国 | シンコム2号        |
| 初の月着陸計画を実行可能なロケットの打ち上げ成功（サターンV 型ロケット） | 1967年11月 | アメリカ合衆国 | アポロ4号          |

## 無人月ミッション
| 事項                                            | 日時       | 国             | ミッション          |
| ----------------------------------------------- | ---------- | -------------- | ------------------- |
| 初の探査機の月近傍飛行 (5,995 km)、太陽周回軌道 | 1959年1月  | ソビエト連邦   | ルナ1号             |
| 初の探査機の月衝突                              | 1959年9月  | ソビエト連邦   | ルナ2号             |
| 初の探査機による月の裏側の撮影                  | 1959年10月 | ソビエト連邦   | ルナ3号             |
| 初の無人操縦による月面着陸、初の月面からの通信  | 1966年1月  | ソビエト連邦   | ルナ9号             |
| 初の月周回軌道への探査機投入                    | 1966年3月  | ソビエト連邦   | ルナ10号            |
| 初の探査機による月面地図作成                    | 1966年8月  | アメリカ合衆国 | ルナ・オービター1号 |